# オノサト・トシノブ美術館
オノサト・トシノブ美術館（オノサト・トシノブびじゅつかん）は、群馬県桐生市梅田町一丁目にある私立美術館である。
1992年（平成4年）11月開館。オノサト・トシノブの油彩画・版画など約1000点を収蔵し、約30点を展示している。2001年（平成13年）7月から休館していたが、2024年（令和6年）7月に再開した。

## 概要
抽象絵画の先駆者と呼ばれ、桐生市にアトリエを構えた画家のオノサト・トシノブの作品を展示した個人美術館である。2階建ての館内には、1階に大型作品や初期の静物画・風景画が展示、2階に星シリーズや円形カンバスの小型作品群が展示されている（2024年（令和6年）7月時点）。2階のカフェからは、桐生城（柄杓山城）があった城山（柄杓山）など桐生市梅田町の山並みを望むことができる。
美術館は旧群馬県立桐生女子高等学校（2021年（令和3年）に群馬県立桐生高等学校と統合）の北隣にあり、桐生駅北口からおりひめバス梅田線で約10分である。美術館の東には桐生川と大堰用水が流れ、旧女子高周辺が桐生氏時代の旧城下町にあたり、桐生川上流域の梅田町の渓谷林は新緑・紅葉の名所として知られる。
- 開館日：金・土・日曜日
- 開館時間：午前11時 - 午後5時
- 入館料：大人800円、大高生600円、中学生以下500円
- 駐車場：なし

## 沿革
オノサト・トシノブの妻で画家のオノサト・トモコを館長として、1992年（平成4年）11月、桐生市梅田町に開館した。トモコ館長の死去後は長男の小野里六丸が館長を継いだ。定期的に各年代展などの企画展が開催されたが、入館者数の低迷などにより、2001年（平成13年）7月から長期休館となっていた。
オノサト美術館の設立前の1989年（平成元年）4月、桐生市小曽根町に大川美術館が開館しており、1993年（平成5年）に「円の生命力 オノサト・トシノブ展」が開催された。
オノサト美術館の休館中、大川美術館では、2005年（平成17年）に「織都・桐生に生きた抽象画家 オノサト・トシノブ展」が、2012年（平成24年）に「生誕100年 オノサト・トシノブ」展が、2022年（令和4年）に「生誕110年 みんなのオノサト・トシノブ展 ベタ丸と色彩の無限のフィールド」が開催されている。
大川美術館の企画展の開催にあたって桐生市内の作品・資料調査が行われたことで、オノサト美術館の再開を支援する活動が広がり、2024年（令和6年）7月19日の再開が実現した。

## 企画展
開館から休館までの約8年8か月の間に約30回の企画展が開催された。
- 1993年（平成5年）- 円の軌跡展、円の開花展、円の進化展、オノサト・トシノブの世界展
- 1994年（平成6年）- 円と実在展、70年代展、円の未来展
- 1995年（平成7年）- 抽象への道展、抽象への道Ⅱ展、50年代展、現代の万華鏡展
- 1996年（平成8年）- 星シリーズ展、実在への飛翔展、60年代展
- 1997年（平成9年）- 水彩画特集、版画原画展、70年代展
- 1998年（平成10年）- デッサン展、50年代展、版画展、抽象への始動展
- 1999年（平成11年）- 80年代展、風景と静物画展、1970年代展
- 2000年（平成12年）- 実在への飛翔展、オノサト・トシノブの世界、円の軌跡展、水彩画展
- 2001年（平成13年）- オノサト・トシノブの世界、円の進化展、1980年代展